# Museu de Arte de Milwaukee
O Museu de Arte de Milwaukee (em inglês Milwaukee Art Museum), também conhecido como MAM, é um museu de arte em Milwaukee, Wisconsin, nos Estados Unidos. Sua coleção contém quase 25.000 obras de arte. É um dos maiores museus dos Estados Unidos.

## História

### Origens
Por volta de 1872, várias organizações foram fundadas com o objetivo de trazer uma galeria de arte para Milwaukee, já que a localidade ainda era uma cidade portuária em crescimento, com pouca ou nenhuma facilidade para realizar grandes exposições de arte. Ao longo de pelo menos nove anos, todas as tentativas de construir uma grande galeria de arte falharam. Pouco depois daquele ano, Alexander Mitchell doou toda a sua coleção para a construção da primeira galeria de arte permanente de Milwaukee na história da cidade.
Em 1888, a Associação de Arte de Milwaukee foi criada por um grupo de artistas de panorama alemães e empresários locais. No mesmo ano, o empresário britânico Frederick Layton construiu, doou e forneceu obras de arte para a Galeria de Arte Layton (Layton Art Gallery), agora demolida. Em 1911, o Instituto de Arte de Milwaukee, outro prédio construído para realizar outras exposições e coleções, foi concluído. O instituto foi construído ao lado da Galeria Layton.
O Museu de Arte de Milwaukee foi a primeira galeria de arte de Milwaukee (algo contestado, já que a Galeria Layton  foi inaugurada naquele mesmo ano), inaugurada em 1888.
O Centro de Artes de Milwaukee (Milwaukee Art Center) (agora Museu de Arte de Milwaukee) foi formado quando o Instituto de Arte de Milwaukee e a Galeria de Arte Layton fundiram suas coleções em 1957, e se mudaram para o recém-construído Memorial da Guerra do Condado de Milwaukee, projetado por Eero Saarinen.

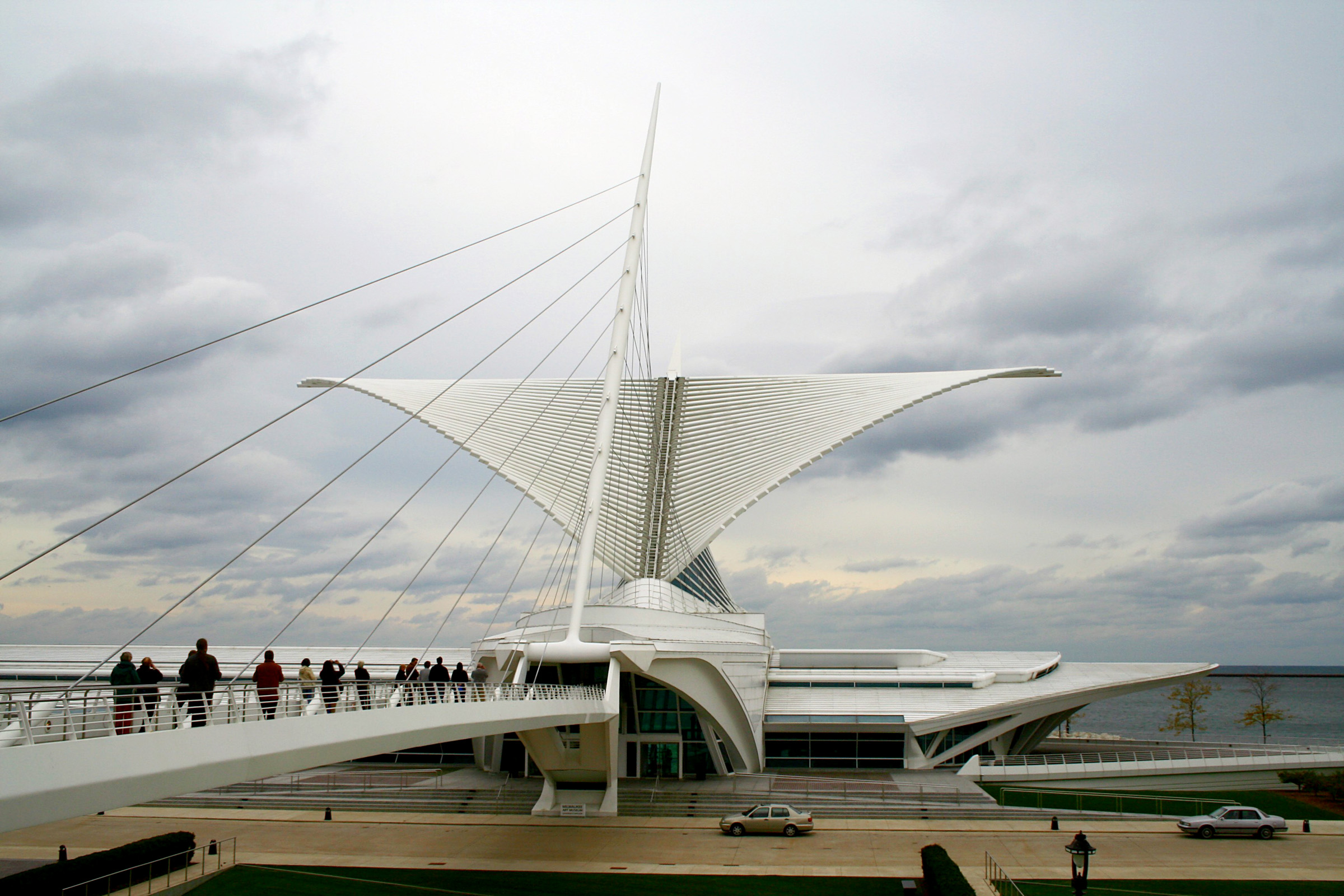
A Ponte Reiman oferece acesso para pedestres ao centro de Milwaukee.

### Edifícios Kahler e Calatrava
Na segunda metade do século XX, o museu passou a incluir o Centro Memorial da Guerra (War Memorial Center) em 1957, bem como o brutalista Kahler Building (1975), projetado por David Kahler, e o Pavilhão Quadracci (Quadracci Pavilion) (2001) criado pelo arquiteto espanhol Santiago Calatrava.
O Pavilhão Quadracci contém um brise soleil móvel que se abre para uma envergadura de 217 pés (66 m) durante o dia, dobrando a estrutura alta, e arqueado à noite ou durante as intempéries. O pavilhão recebeu em 2004 o Prêmio Outstanding Structure (Outstanding Structure Award) da Associação Internacional de Engenharia de Pontes e Estruturas (International Association for Bridge and Structural Engineering). Este edifício icônico, frequentemente referido como "o Calatrava", é usado no logótipo do museu.

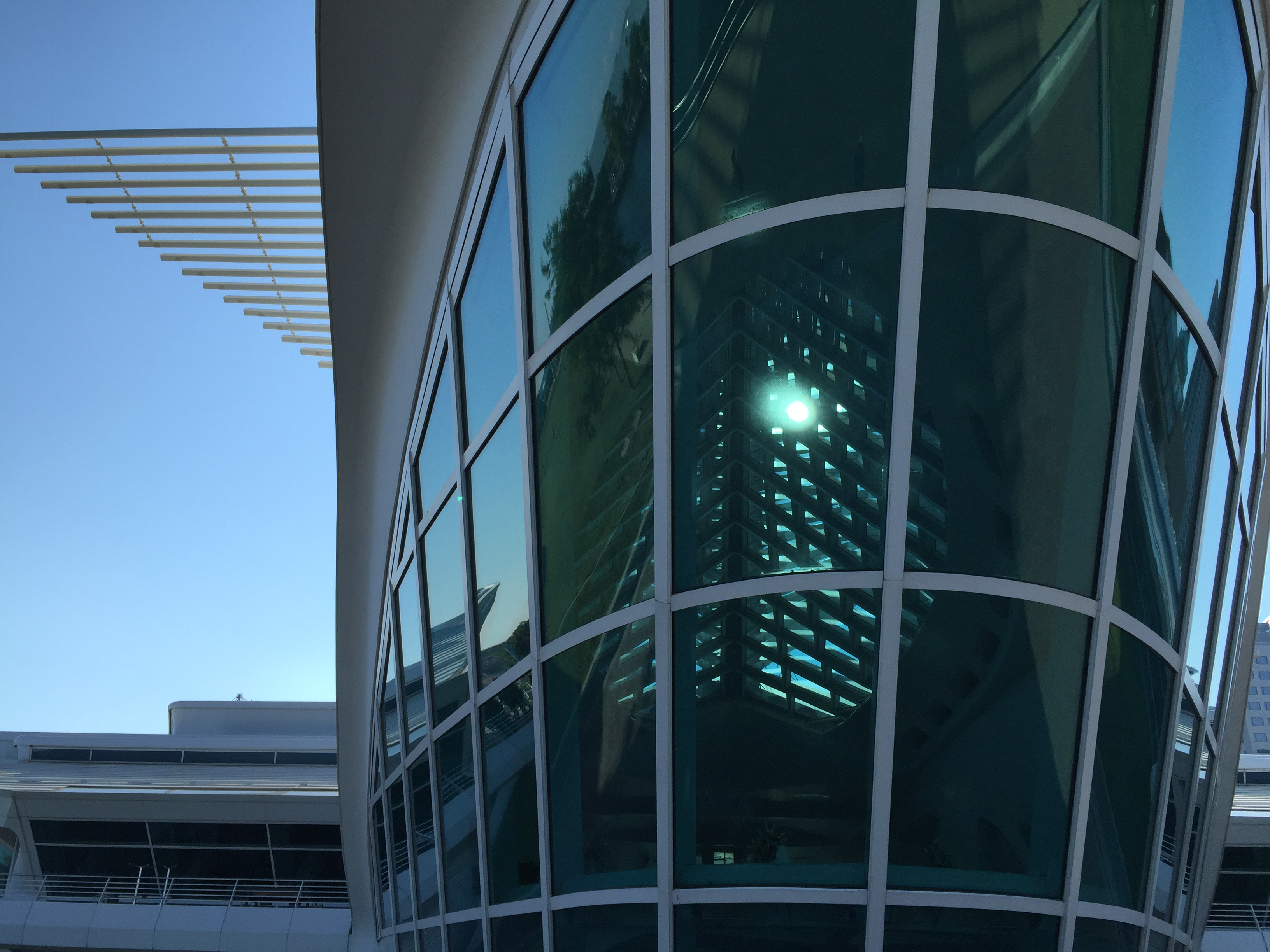
Vestíbulo central do Museu de Arte de Milwaukee.

### Expansão em 2015
Em novembro de 2015, o museu fez uma expansão de US$ 34 milhões financiada em conjunto por uma campanha de capital do museu e pelo condado de Milwaukee. O novo edifício, projetado pelo arquiteto de Milwaukee, James Shields, da HGA, oferece mais 30.000 pés quadrados (2787,0912 m²) para a arte, incluindo uma seção dedicada à mídia baseada em luz, fotografia e instalação de vídeo. O edifício inclui um novo átrio e ponto de entrada à beira do lago para visitantes, e foi projetado com elementos em cantiléver e colunas de concreto para complementar, respectivamente, as estruturas existentes de Calatrava e Kahler no local. O design final surgiu após um longo processo que incluiu a saída do arquiteto principal por causa de disputas de projeto e seu retorno ao mesmo.

## Coleção
O museu abriga quase 25.000 obras de arte alojadas em quatro andares, com obras desde a antiguidade até o presente. Incluído na coleção estão pinturas, esculturas, gravuras, desenhos, artes decorativas, fotografias e arte folclórica e autodidata europeus dos séculos XV a XX, e americanos dos séculos XVII a XX. Entre os melhores da coleção estão o acervo de artes decorativas americanas, o expressionismo alemão, a arte folclórica haitiana e a arte americana depois de 1960.
O museu abriga uma das maiores coleções de obras de Georgia O'Keeffe, de Wisconsin. Outros artistas representados incluem Gustave Caillebotte, Nardo di Cione, Francisco de Zurbarán, Jean-Honoré Fragonard, Winslow Homer, Auguste Rodin, Edgar Degas, Claude Monet, Henri de Toulouse-Lautrec, Frank Lloyd Wright, Pablo Picasso, Joan Miró, Mark Rothko, Robert Gober e Andy Warhol.
Também há quadros da Europa dos pintores Francesco Botticini, Antonio Rotta, Jan Swart van Groningen, Ferdinand Bol, Jan van Göllen, Hendrick Van Vliet, Franz von Lenbach (Menina da Baviera), Ferdinand Waldmüller (Interrupção), Carl Spitzweg, Christian Bokelman (Banco Quebrado), Bouguereau, Gerome (2 Majestades), Gustave Caillebotte, Camille Pissarro, Alfred Kowalski (Inverno na Rússia), Jules Bastien-Lepage  (O Coletor de Madeira), e Max Pechstein.

## Gerenciamento
De 2002 a 2008, o diretor e CEO foi David Gordon.
A partir de 2015, a doação do museu é de cerca de US$ 65 milhões. Fundos de doação cobrem uma fração das despesas do museu, deixando-o excessivamente dependente dos fundos das operações diárias, como a venda de ingressos. Daniel Keegan, que atuou como diretor do museu desde 2008, negociou um acordo com o condado de Milwaukee e o Memorial de Guerra do condado de Milwaukee para a gestão de longo prazo e financiamento das instalações em 2013.

## Controvérsia
Em junho de 2015, a exibição do museu de uma obra que retrata Bento XVI criou indignação entre os católicos e outros.

## Galeria

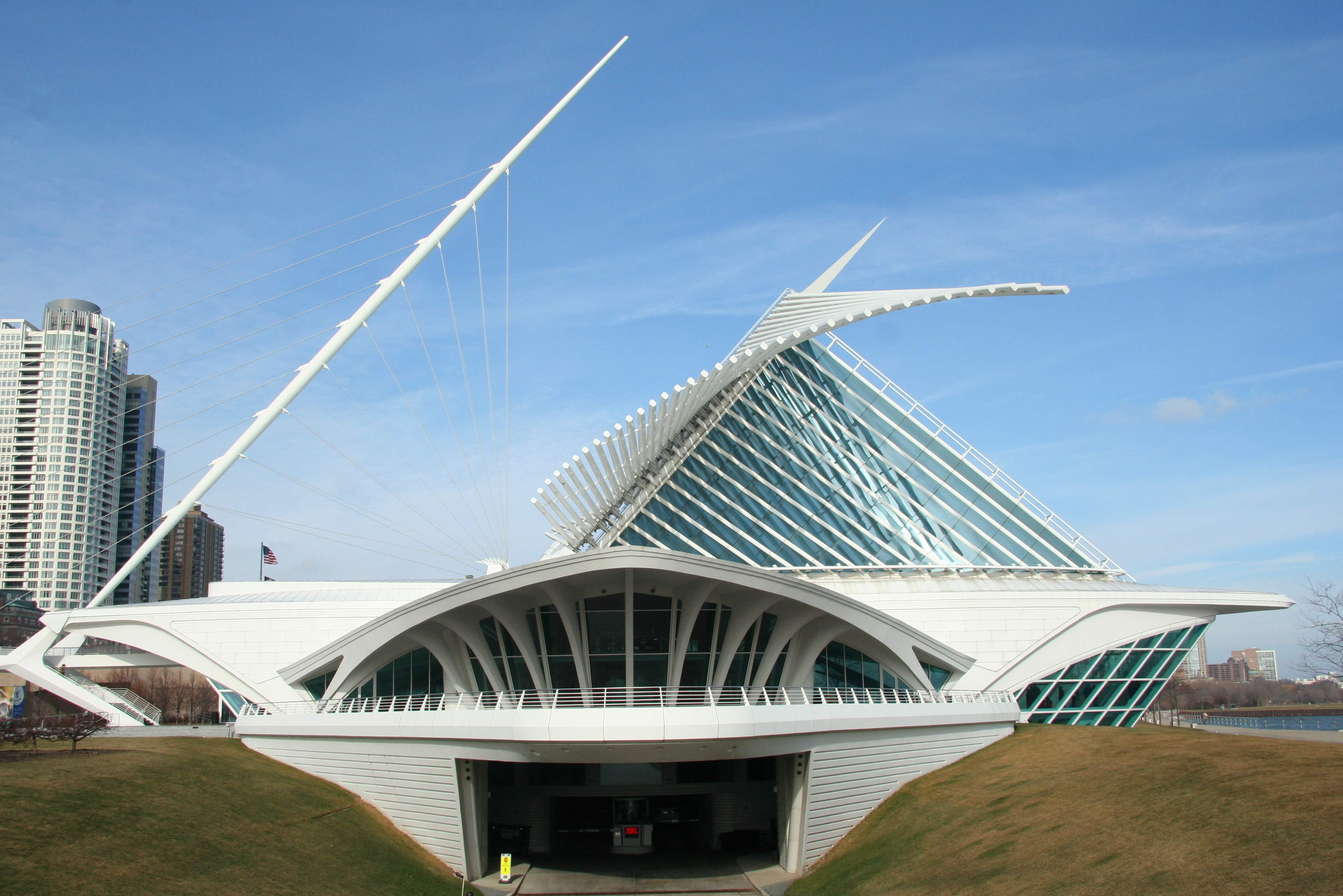
Museu de Arte de Milwaukee visto do lado sul.
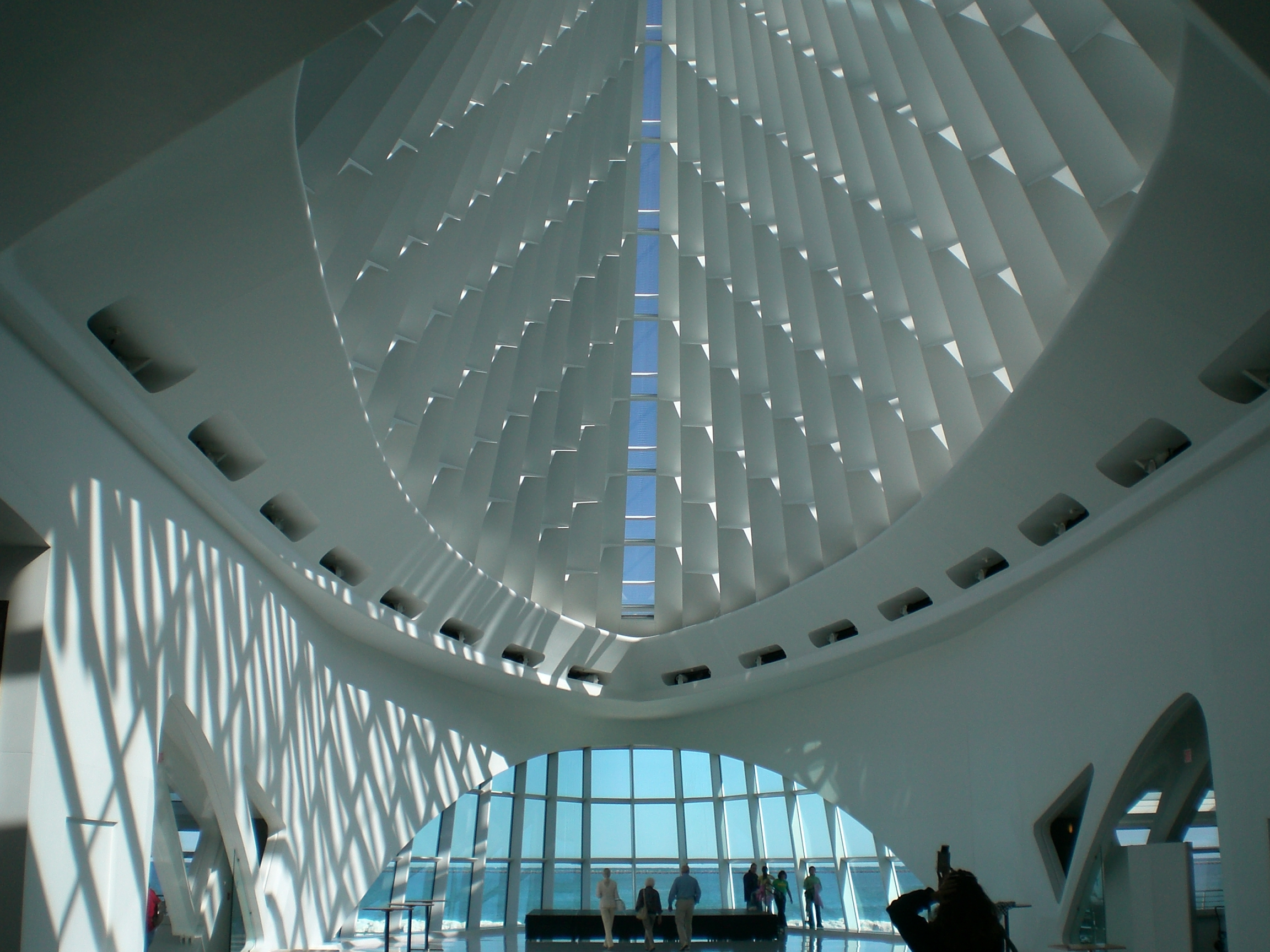
Vista interior do museu
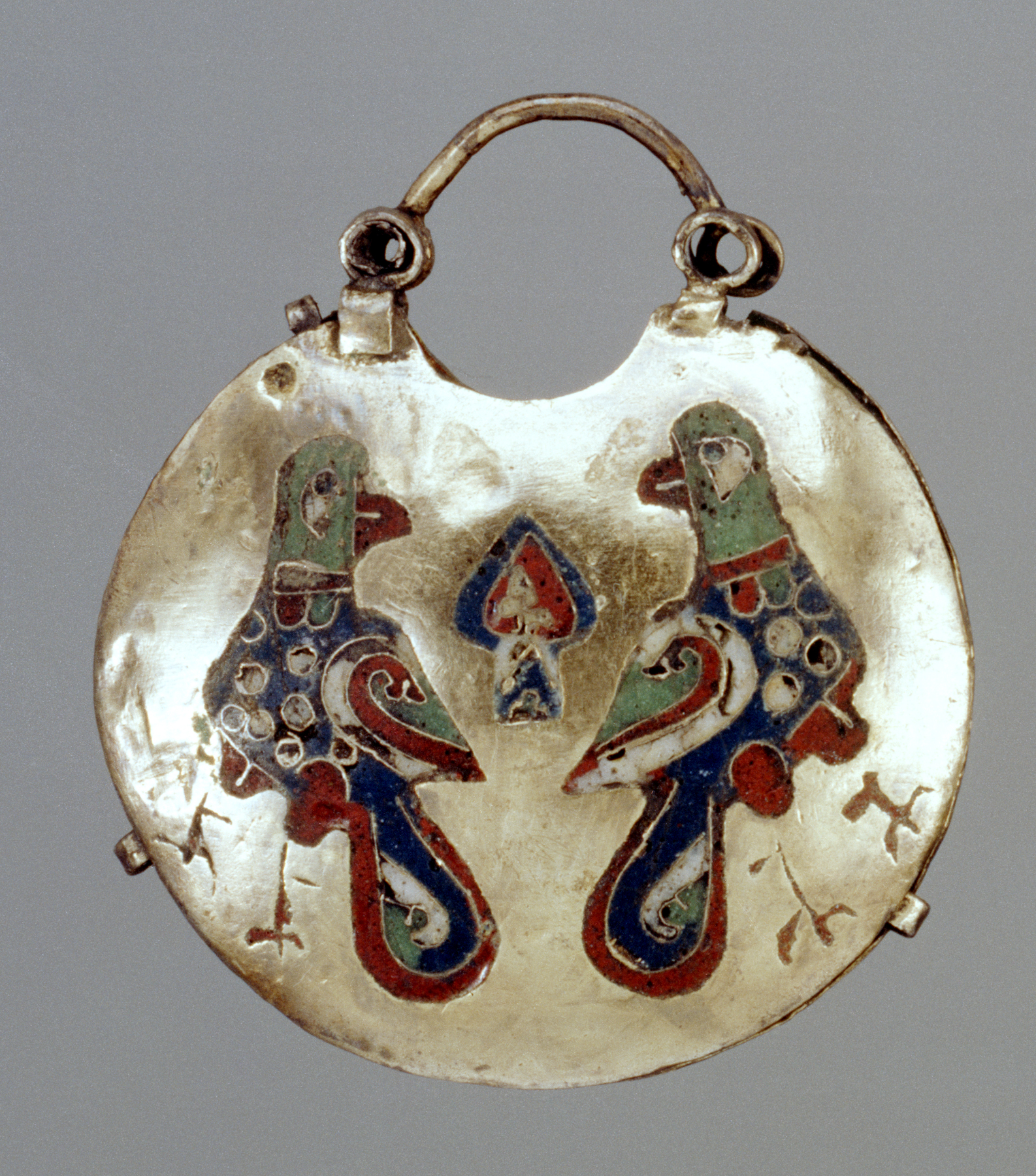
Pingente de Templo Kolt em exposição.
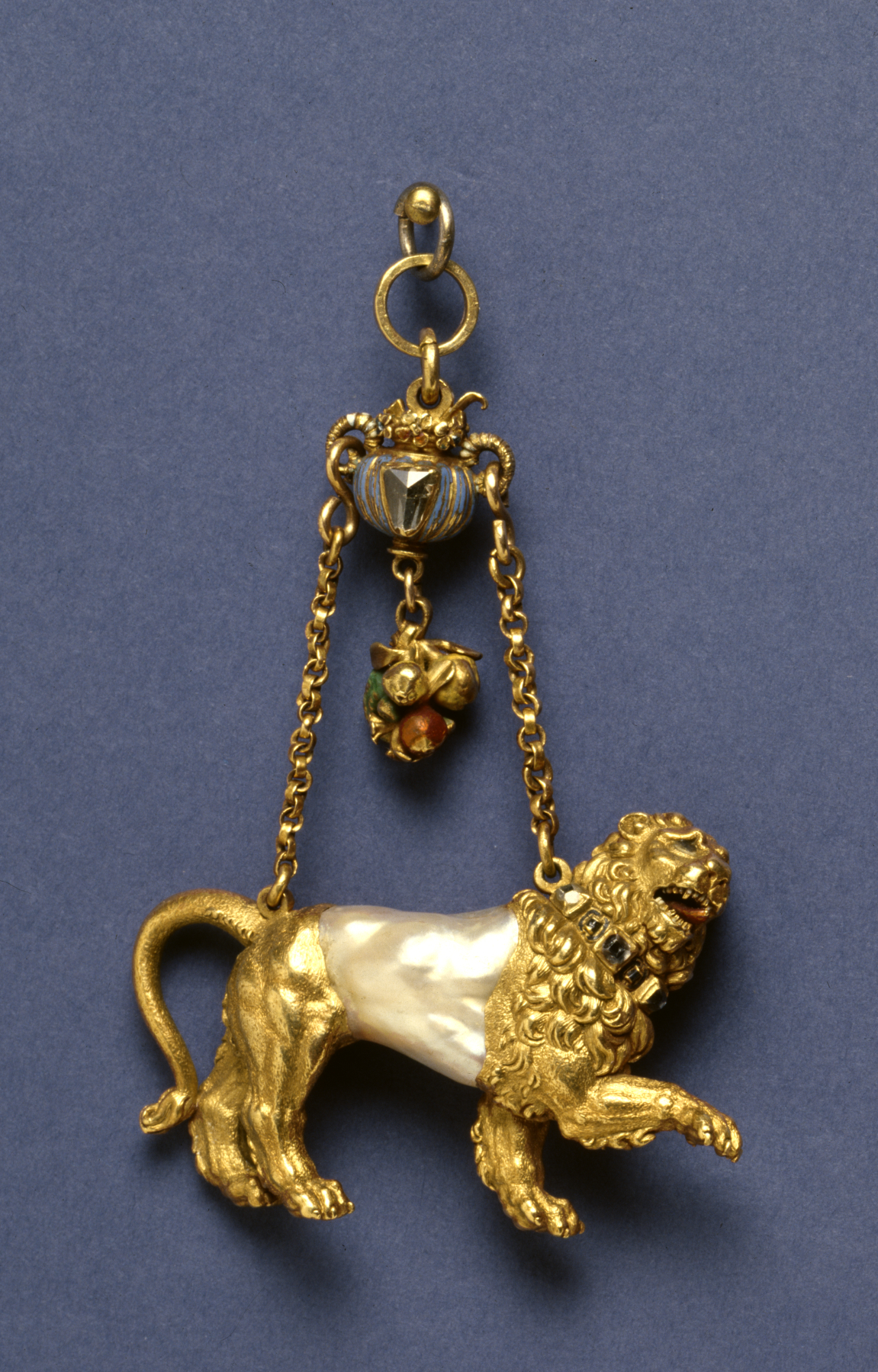
Pingente projetado pelo designer de joias Hans Collaert, do final do século XVI, no sul da Holanda.
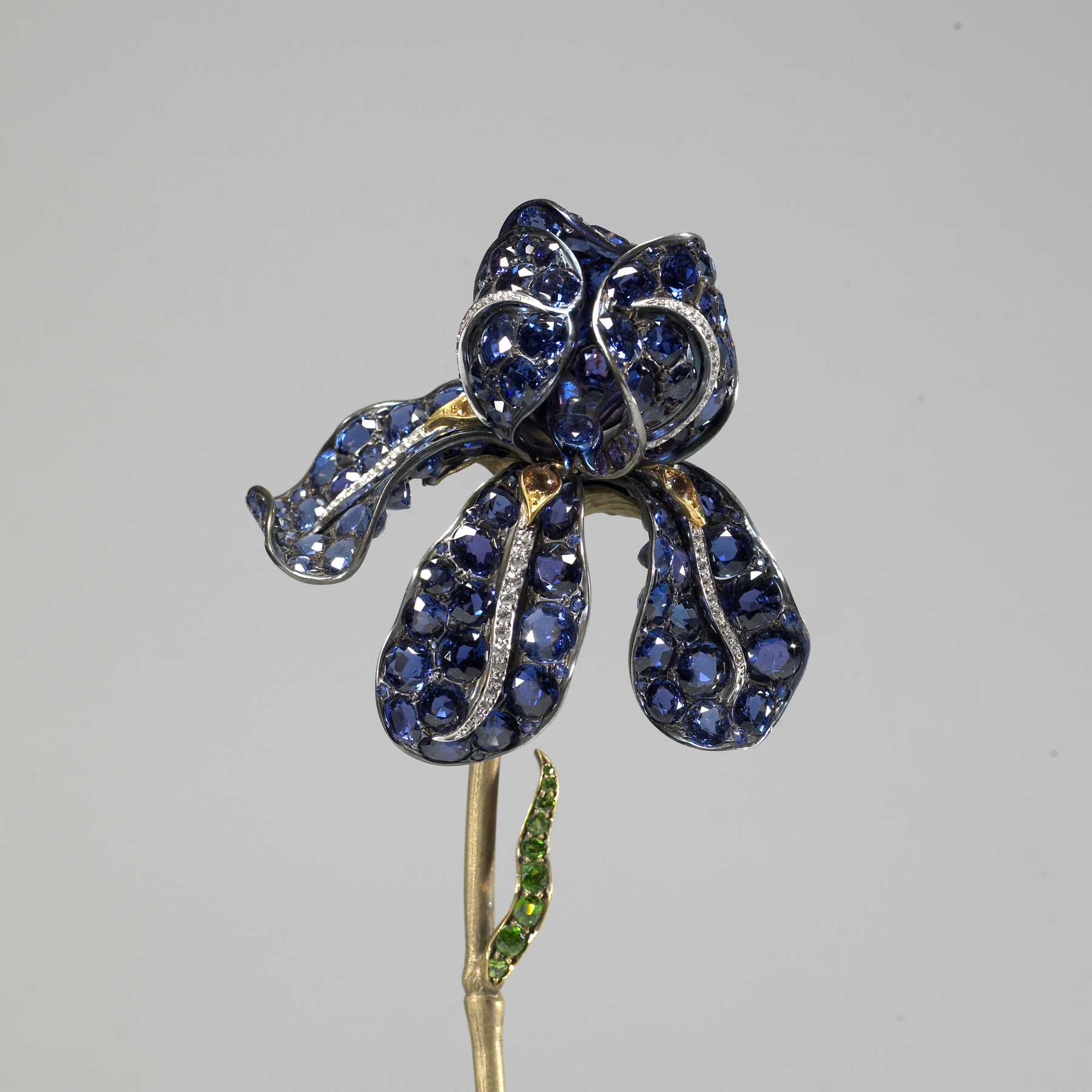
Broche floral Tiffany, produzido na virada do século XX
A Bandeira (The Flag), de Georgia O'Keeffe

## Ligações externos
- «Site oficial do Museu de Arte de Milwaukee»
- «Museu de Arte do Milwaukee no Google Cultural Institute»